# Union européenne (groupe de résistance)
Pour les articles homonymes, voir Union européenne (homonymie).

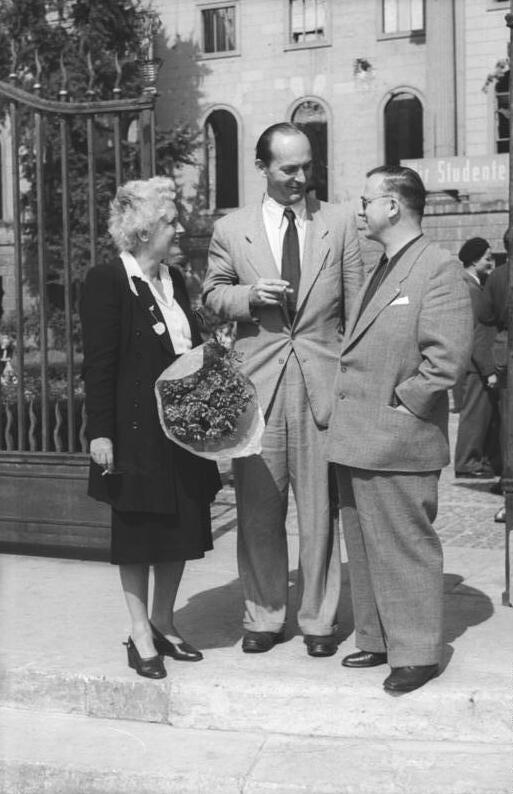
Robert Havemann (au centre), fondateur de l'Union européenne

Le groupe Union européenne ((de) Europäische Union (EU)) est un groupe de résistance antifasciste allemand contre le nazisme, organisé autour de Anneliese et Georg Groscurth ainsi que de Robert Havemann. Les autres membres les plus connus sont Herbert Richter (de) et Paul Rentsch.

## Histoire
Le groupe qui est actif à Berlin se forme en 1939. Certains membres fondateurs (R. Havemann, G. Groscurth) appartiennent au groupe de la gauche socialiste Neu Beginnen.
UE veut restaurer les droits démocratiques et les libertés dans une Europe unie, libre et socialiste et essaie de prendre contact avec des structures de la résistance des travailleurs déportés étrangers ainsi qu'avec les autres groupes de la résistance allemande au nazisme. Le groupe cache des persécutés par le régime nazi, leur procure des papiers d'identité, des denrées alimentaires et de l'information.
En outre, l'organisation est à partir de 1941 en contact avec les groupes de résistance du KPD de Robert Uhrig.
Au mois de septembre 1943, des membres d'Union européenne sont arrêtés par la Gestapo et 40 personnes sont condamnées au cours de 12 procès devant le Volksgerichtshof. Ce tribunal prononce 14 condamnations à mort, deux personnes meurent en détention préventive. Robert Havemann échappe à l'exécution, car ses activités de chimiste sont considérées vitales pour le développement de nouvelles armes. Groscurth, Richter et Rentsch sont exécutés le 8 mai 1944 à la prison de Brandebourg-Görden. Les autres membres sont mis en accusation devant d'autres juridictions.

## Distinction en 2006
Cinq membres du groupe sont en 2006 nommés « Juste parmi les nations » par le mémorial de Yad Vashem : le couple Groscurth, Robert Havemann, Paul Rentsch et Herbert Richter. De nombreux membres du groupe ont dès 1939 commencé à cacher des juifs pour leur éviter la déportation dans les camps de concentration. À partir de 1942, ils aident aussi d'autres travailleurs déportés.

## D'autres membres du groupe
- Exécutés :
  - Wladimir Boisselier (né le 19 septembre 1907 à Moscou et mort le 30 octobre 1944), électrotechnicien français ;
  - Walter Caro (né le 23 mars 1899 à Berlin et mort en mars 1945 à Auschwitz) ;
  - Jean Cochon (né le 29 juillet 1916 à Gensac-la-Pallue et mort le 30 octobre 1944), électrotechnicien, français. La veuve de James Frichot affirme que, selon son mari, le Français s'appelait Cochin, contrairement à ce qui est indiqué par le compte rendu du jugement.
  - Elli Hatschek (née le 2 juillet 1901 et mort le 8 décembre 1944), femme de Paul Hatschek ;
  - Krista Lavíčková (née le 15 décembre 1917 et morte le 11 août 1944), née Hatschek, fille de Paul Hatschek, secrétaire ;
  - Paul Hatschek (né le 11 mars 1888 et mort le 15 mai 1944), juriste tchèque ;
  - Kurt Müller (né le 2 février 1903 à Berlin et mort le 26 juin 1944 à la prison de Brandenbourg) ;
  - Nikolai Sawitsch Romanenko (né le 1er mai 1911 et mort le 30 octobre 1944), technicien originaire d'Union soviétique ;
  - Galina Fedorovna Romanova, médecin originaire d'Union soviétique ;
  - Alexander Westermayer (né le 29 octobre 1894 à Goslar et mort le 19 juin 1944), mécanicien qualifié ;
  - Konstantin Zadkevicz (ou : Shadkewitsch, Zadkiewicz, né le 3 août 1910 et mort le 30 octobre 1944) chimiste tchèque ;
- Non exécuté pour cause de maladie :
  - Heinz Schlag (né le 23 octobre 1908 et mort en 1961), médecin ;
- Autres membres :
  - Miron Broser (né le 20 décembre 1891 à Toula en Russie), traducteur, condamné à deux ans de prison, libéré par les troupes américaines, dernières traductions connues en allemand en 1949 ;
  - Oskar Fischer, relaxé ;
  - James Frichot (né le 2 mars 1918 à Boulogne et mort le 21 octobre 2001), électrotechnicien français, relaxé, faute de preuve. Il sera envoyé en déportation à Dachau, puis Auschwitz, et enfin Buchenwald, où il sera libéré le 11 avril 1945.
  - Helmut Kindler (né le 3 décembre 1912 à Berlin), journaliste, éditeur, relaxé ;
  - René Peyriguére (né le 1er juin 1917 à Paris), chimiste français relaxé.